# Intec
Die Intec ist eine Fachmesse für Fertigungstechnik, Werkzeug- und Sondermaschinenbau. Sie findet alle zwei Jahre auf dem Neuen Messegelände Leipzig statt.

## Geschichte
Erstmals fand die Intec 1998 in den Messehallen am Schlossteich in Chemnitz statt. Organisiert und durchgeführt von Messe-Management Balke+Kaiser aus Chemnitz. Doch schon 1999 waren die Hallen vollkommen ausgebucht, so dass die Messe 2000 in die Chemnitz Park-Halle Röhrsdorf umzog.  Von nun an gab es einen stetigen Wachstum der Fachmesse, so dass schon 2006 die Chemnitzer Messe, zuletzt 11.500 Besucher und 432 Aussteller, nicht mehr ausreichte und ein Umzug nach Leipzig beschlossen wurde.
So fand die 10.Intec 2007 erstmals auf dem Neuen Messegelände Leipzig statt. Hier wurde die Intec mit 2 weiteren Messen verknüpft, der rohima und Z, der Zulieferermesse. 2008 wurde die Rohima in die Z integriert, so dass es nur noch ein Messeduo gibt. Zu den beiden Messen kamen 2008 1.200 Aussteller und 16.000 Besucher.

## Intec-Preis
Der Intec-Preis wird seit 2000 auf der Intec verliehen, erstmals von der Stadt Chemnitz mit 25.000 DM dotiert.
In Leipzig gibt es den Preis in 2 Kategorien, einen für Unternehmen mit 50 Mitarbeitern oder weniger, wobei hier die Stadt Leipzig, die Messe Leipzig, das Kompetenzzentrum Maschinenbau Chemnitz/Sachsen und die RKW Sachsen als Sponsoren auftreten. Die 2. Kategorie ist für Firmen mit mehr als 50 Mitarbeitern und wird von der Sachsen LB gefördert. Beide Preise sind mit 6000 Euro dotiert. 2008 wurde außerdem der Intec-Nachwuchspreis vergeben, er ist mit 1.500 Euro dotiert und wird von dem Messe-Management Kaiser gesponsert.